# Janowo (Gołdap)
Janowo (deutsch Johannisberg) ist ein Dorf in der polnischen Woiwodschaft Ermland-Masuren, das zur Stadt- und Landgemeinde Gołdap (Goldap) im Kreis Gołdap gehört.

## Geographische Lage
Janowo liegt im Nordosten der Woiwodschaft Ermland-Masuren, vier Kilometer südlich der Kreisstadt Gołdap (Goldap) und wenige hundert Meter östlich eines Truppenübungsplatzes („Poligon Szkolny 15 Pułki“).

## Geschichte
Das einstige Johannisberg bestand vor 1945 aus mehreren kleinen Höfen und Gehöften. Im Jahr 1874 wurde der Ort in den neu errichteten Amtsbezirk Skötschen,  (polnisch: Skocze) eingegliedert, der – 1939 in „Amtsbezirk Grönfleet“ umbenannt – bis 1945 bestand und zum Kreis Goldap im Regierungsbezirk Gumbinnen der preußischen Provinz Ostpreußen gehörte.
Die Zahl der Einwohner Johannisbergs belief sich im Jahre 1910 auf 250. Sie verringerte sich bis 1933 auf 186 und betrug 1939 noch 168.
In Kriegsfolge kam Johannisberg 1945 mit dem südlichen Ostpreußen zu Polen und erhielt die polnische Bezeichnung „Janowo“. Heute ist das Dorf eine kleine Ortschaft im Verbund der Stadt- und Landgemeinde Gołdap im Powiat Gołdapski, bis 1998 der Woiwodschaft Suwałki, seither der Woiwodschaft Ermland-Masuren zugehörig.

## Religionen
In Johannisberg lebte vor 1945 eine überwiegend evangelische Bevölkerung, die in das Kirchspiel der Goldaper Neuen Kirche im Kirchenkreis Goldap innerhalb der Kirchenprovinz Ostpreußen der Kirche der Altpreußischen Union eingepfarrt war. Für die katholischen Kirchenglieder befand sich die Pfarrkirche ebenfalls in Goldap.
Letztere hat sich bis heute erhalten. Die evangelische Kirche in Gołdap ist jetzt eine Filialkirche von Suwałki in der Diözese Masuren der Evangelisch-Augsburgischen Kirche in Polen.

## Verkehr
Janowo liegt zwei Kilometer östlich der polnischen Landesstraße DK 65 (einstige deutsche Reichsstraße 132) und ist über Kozaki (Kosaken, 1938 bis 1945 Rappenhöh) in Richtung Suczki (Sutzken, 1933 bis 1945 Hitlershöhe) und Kowalki (Kowalken, 1938 bis 1945 Beierswalde) zu erreichen. Eine Bahnanbindung besteht nicht.